# Костадин Паскалев
 Тази статия е за кмета на Благоевград.  За кмета на Неврокоп вижте Костадин Паскалев (Неврокоп).  
Костадин Стоянов Паскалев е български политик, кмет на Благоевград (1995 – 2001 г., 2007 – 2011 г.), министър на регионалното развитие и благоустройство (2001 – 2002 г.) в Правителството на Симеон Сакскобургготски (като член на БСП).

## Биография
Паскалев е роден през 1961 година в село Кърналово. Израства и живее в съседното село Старчево, близко до град Петрич. През 1979 година завършва средното си образование в Благоевград в Седмо СОУ „Кузман Шапкарев“, а през 1985 г. – математика в Пловдивския университет. Между 1985 и 1995 г. е учител по математика и хоноруван асистент към ЮЗУ „Неофит Рилски“. В периода 1995 – 2001 г. е кмет на община Благоевград. През 1997 г. специализира в Мюнхен в Академията по мениджмънт, а през 1998 г. и в местното самоуправление на Университета в Северна Каролина.

### Политическа кариера
От 2000 година е председател на Управителния съвет на Националното сдружение на общините в Република България. В периода 2001 – 2002 г. е заместник министър-председател и министър на регионалното развитие и благоустройството. От 2002 до 2007 г. е част от кабинета на Георги Първанов. От 2007 до 2011 година е кмет на Благоевград.
Включва се в инициативната група и е неин представител за свикване на форума „България – на другия ден“, проведен на 11 ноември 2010 г., учредителен за гражданския (президентски) проект АБВ .